# Fărcașele
Fărcașele è un comune della Romania di 4 786 abitanti, ubicato nel distretto di Olt, nella regione storica dell'Oltenia. 
Il comune è formato dall'unione di 4 villaggi: Fărcașele, Fărcașu de Jos, Ghimpați, Hotărani.